# Proposizione modale
La proposizione modale è una proposizione subordinata che sostituisce il complemento di modo della proposizione principale. Viene di solito introdotta da locuzioni del tipo come, come se, nel modo che, nel modo in cui e simili. 
- È proprio come ho detto

Se ha valore ipotetico, prevede l'uso del congiuntivo:
- Fai come se fossi a casa tua.

Esistono casi di subordinata modale implicita formata non con una congiunzione, ma grazie al gerundio:
- Sono tornata a casa fischiettando contenta.